# Réalité virtuelle
La réalité virtuelle ne doit pas être confondue avec la réalité augmentée, qui ajoute des éléments artificiels dans la perception d'un environnement réel et naturel.

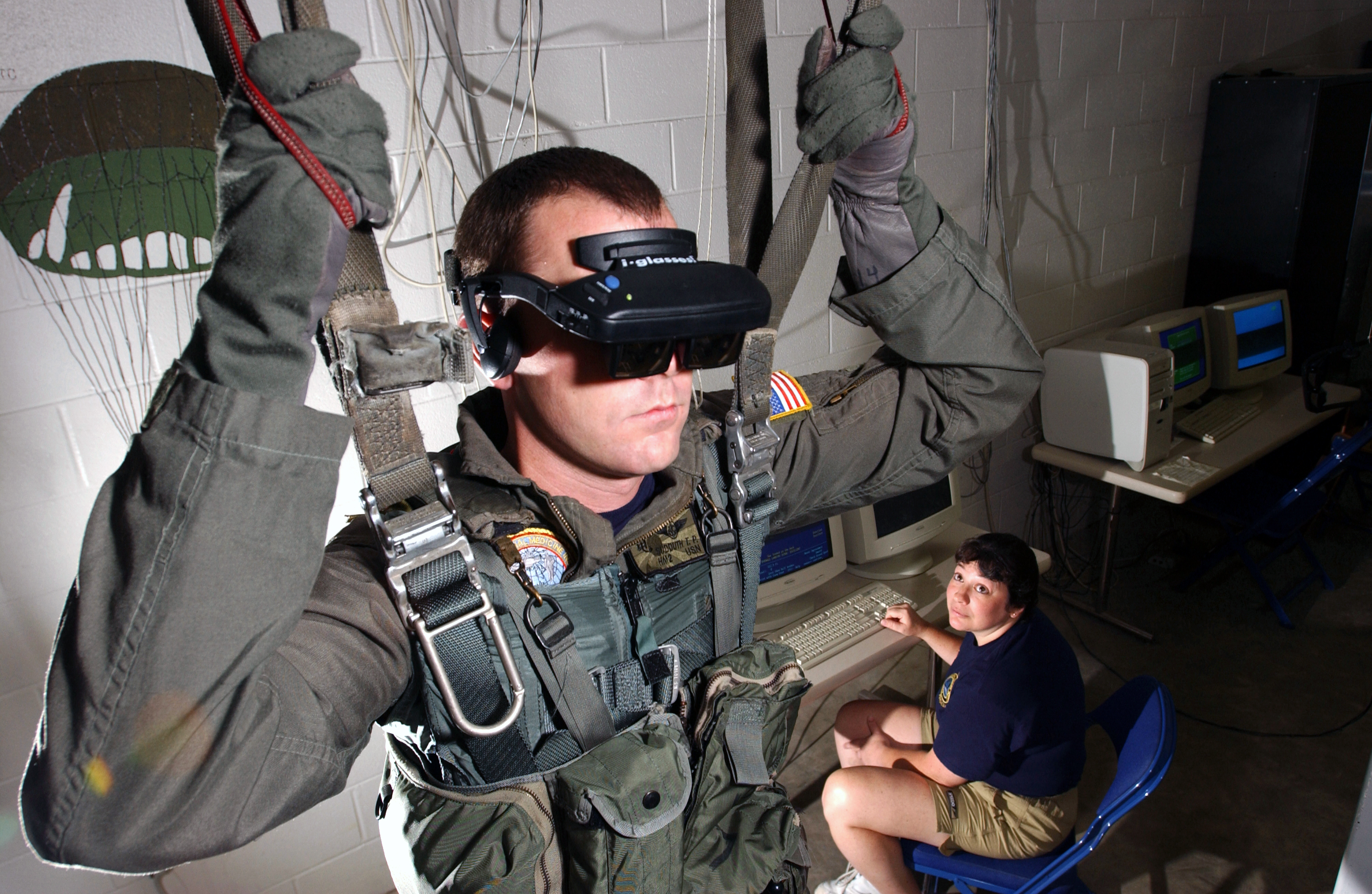
Personnel de l'US Navy utilisant un simulateur de parachute.

L'expression réalité virtuelle est un abus de langage qui désigne une mise en œuvre d'une réalité artificielle et actuelle (antonyme de virtuel) par des instruments multimédiatiques et immersifs. Cette technologie permet de créer des environnements immersifs dans lesquels l'utilisateur a l'impression de se retrouver physiquement présent. Elle simule ainsi la présence physique d'un utilisateur dans un environnement artificiellement généré par des logiciels en sollicitant plusieurs sens, comme la vue et l'ouïe. Cette réalité imitée, inventée, voire fictive, représente un environnement avec lequel l'utilisateur peut interagir.
Il s'agit donc de reproduire artificiellement une expérience sensorielle visuelle, sonore ou haptique, pouvant mobiliser les sens de la vue, de l'ouïe, voire du toucher, et de l'odorat, dans le but de permettre à une ou à plusieurs personnes de mener une activité sensori-motrice et cognitive dans un monde créé numériquement. Un monde pouvant être « imaginaire, symbolique ou une simulation de certains aspects du monde réel ».
L'expression est apparue en 1938 sous la plume du dramaturge Antonin Artaud avant d'être reprise par Jaron Lanier en 1985 en anglais, avec l'expression Virtual Reality pour désigner un espace de représentation « réaliste », immersif, tri-dimensionnel et calculé en temps réel. Du fait de l'originalité de l'expression, que l'on qualifie d'oxymore en raison de l'apparente contradiction entre les termes qui la composent, le mot virtuel est devenu dans les médias synonyme de « numérique et immatériel ».

World Skin (1997), Maurice Benayoun, installation interactive de réalité_virtuelle.

## Genèse du concept

### Origine de l'expression
En 1938, dans son recueil d'essais intitulé Le Théâtre et son double, Antonin Artaud utilise l'expression « réalité virtuelle » pour décrire la nature illusoire des personnages et des objets dans le théâtre,. C'est dans cette œuvre du théoricien et dramaturge français que le syntagme « réalité virtuelle » est répertorié pour la première fois dans une publication.
Le terme « réalité artificielle », inventé par Myron Krueger, devient quant à lui d'usage courant dans les années 1970. Le terme « réalité virtuelle » a été utilisé dans The Judas Mandala, un roman de science-fiction publié en 1982 et écrit par Damien Broderick. L'Oxford English Dictionary cite un article de 1987 intitulé « Virtual Reality », mais l'article en question ne porte pas sur la technologie VR. Le terme « réalité virtuelle », dans son usage contemporain, a en fait été popularisé par Jaron Lanier par le biais de sa société VPL Research. VPL Research, qui détient bon nombre des brevets de VR déposés au milieu des années 1980, a notamment développé le premier casque de réalité virtuelle : l'EyePhone et l'entrée haptique DataGlove.
Le concept de réalité virtuelle a ensuite été popularisé ou pas dans les médias par des films tels que Brainstorm et The Lawnmower Man. L'intensification de la recherche dans les années 1990 résulte en partie de la publication de l'ouvrage Virtual Reality (1991) d'Howard Rheingold. Le livre a en effet permis de démystifier le sujet, le rendant plus accessible aux chercheurs et aux amateurs enthousiastes (early-adopters).

### Historiquement parlant

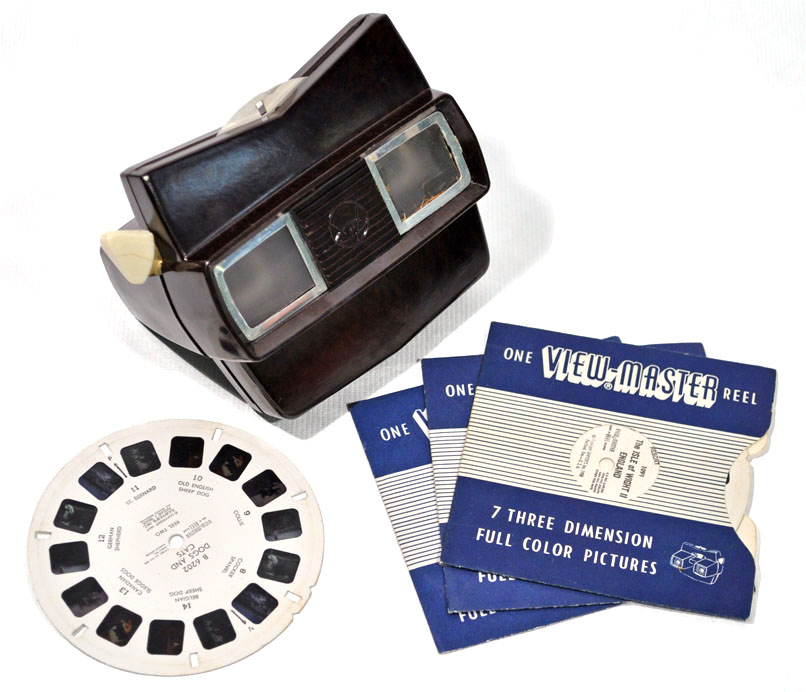
View-Master, un simulateur visuel stéréoscopique, a été introduit en 1939.

#### Avant les années 1950
La notion de réalité virtuelle est implicitement esquissée par Platon dans son allégorie de la caverne, ainsi que par René Descartes, qui envisage, dans son Discours de la méthode, l'hypothèse que les témoignages de ses sens pourraient n'être qu'une série d'illusions coordonnées par un esprit malin (voir démon)[réf. nécessaire].
Cependant, les premières références à l'idée de réalité virtuelle telle que nous l'entendons aujourd'hui proviennent pour la plupart de la science-fiction. En 1935, Stanley G. Weinbaum publie une nouvelle intitulée Pygmalion's Spectacles (1935), dans laquelle il fait essentiellement la description de lunettes permettant à celui qui les portent d'accéder à un univers virtuel dans lequel il peut interagir, toucher et sentir.

#### 1950–1970

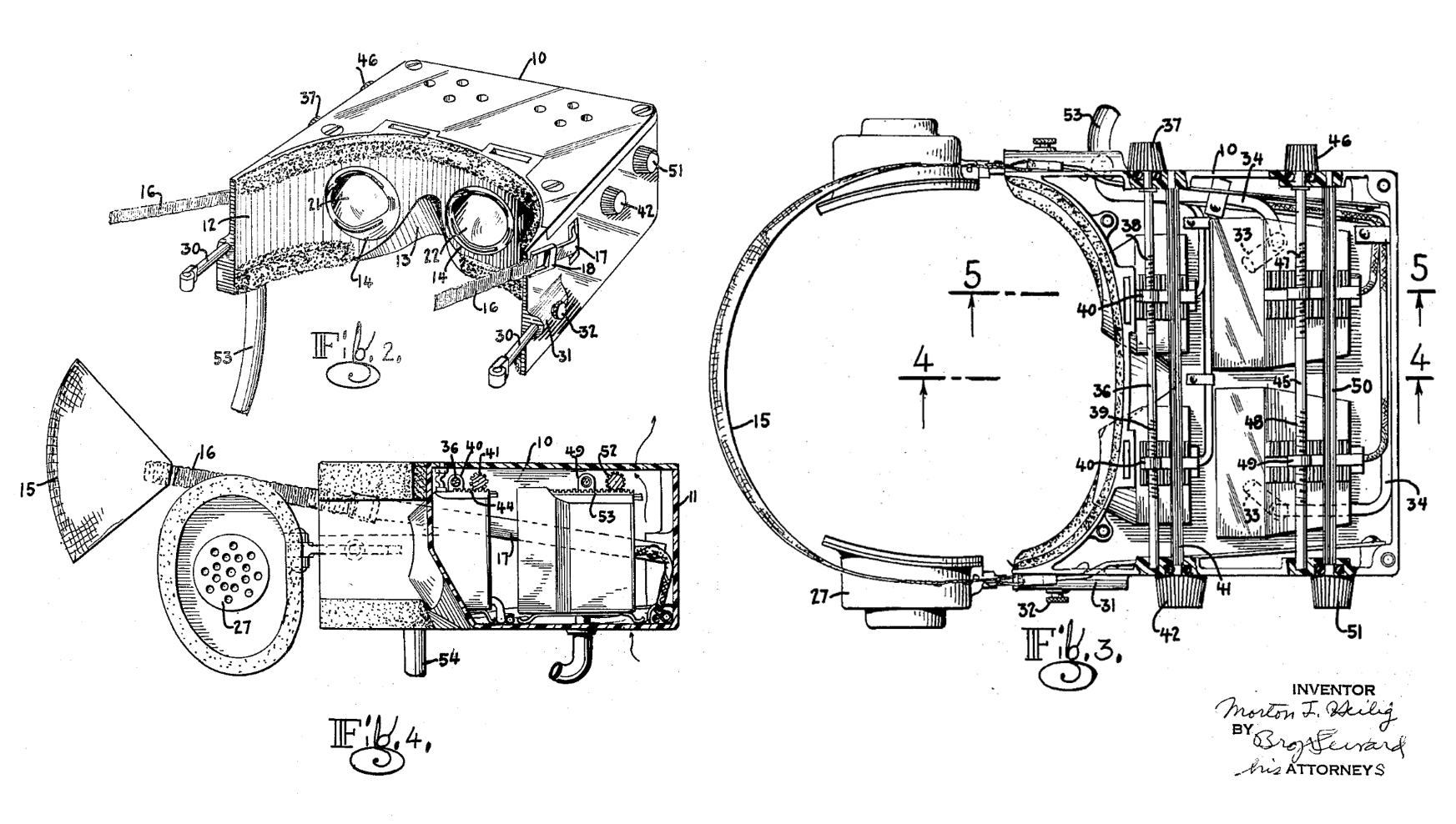
Brevet de Morton Heilig - publié en octobre 1960.

Dans les années 1950, Morton Heilig met au point une « expérience de théâtre » qui permet d'« englober tous les sens d'une manière efficace ». En 1962, il construit un prototype de son appareil surnommé le Sensorama et tourne cinq courts métrages qu'il compte présenter au spectateur de manière à engager plusieurs de ses sens : la vue, l'ouïe, l'odorat et le toucher. Il permet au spectateur de vivre une expérience d'immersion visuelle et auditive dans une scène réelle filmée au préalable. Cependant, puisqu'il précède le calcul numérique, il demeure un simple dispositif mécanique.
Dans la même période, Douglas Engelbart utilise des écrans d'ordinateurs comme périphériques d'entrée et de sortie. En 1966, Thomas A. Furness III introduit la technologie de la réalité virtuelle au sein de l'Armée de l'air, qui se voit désormais dotée d'un simulateur de vol.
Il convient également de souligner l'apport de la micro-informatique aux technologies de la réalité virtuelle. La création de la souris, par exemple, marque l'avènement de la première interface homme-machine qui exploite le mouvement de la main.

#### 1970–1990
Le premier casque de réalité virtuelle est créé à l'Université de l'Utah dans les années 1970 par Daniel Vickers. Formé de deux écrans, le casque donne à l'utilisateur la possibilité d'observer la scène virtuelle qui lui est présentée en tournant la tête. Quelques années plus tard, une nouvelle interface est mise au point : le gant électronique (en anglais DataGlove). Ce dispositif, créé en 1982, mesure le déplacement de la main et des doigts et le communique à l'ordinateur.

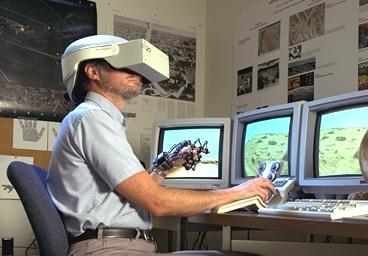
Personne équipée d'un casque de réalité virtuelle et d'un gant électronique.

Parmi les premiers Hypermédia et systèmes de réalité virtuelle, on compte le Aspen Film Carte. Créé au MIT en 1978, le programme se veut une simulation virtuelle brute de la ville Aspen au Colorado et permet aux utilisateurs d'errer dans les rues dans l'un des trois modes : été, hiver, et polygones. Les deux premiers modes sont basés sur des photographies — les chercheurs avaient photographié chaque mouvement possible à chacune des saisons — et le troisième est un modèle basique en 3D de la ville.
En 1982, l'entreprise Atari fonde un laboratoire de recherche pour la réalité virtuelle, mais l'unité est fermée après seulement deux ans en raison de l'Atari Shock (Krach du jeu vidéo de 1983 en Amérique du Nord). Malgré tout, les employés recrutés — Tom Zimmerman, Scott Fisher, Jaron Lanier et Brenda Laurel — poursuivent leurs recherches sur les technologies liées à la réalité virtuelle.
Dans les années 1980, le terme « réalité virtuelle » est popularisé par Jaron Lanier, l'un des pionniers du domaine de la réalité virtuelle. En 1985, Lanier fonde la société VPL Research (en), société à l'origine de la création de plusieurs appareils VR comme le Data Glove (en), l'Eye Phone (en),, et l'Audio Sphere. VPL Research autorise l'utilisation du Data Glove par l'entreprise de jeu de société Mattel. Mattel a utilisé cette technologie et créé un accessoire connu sous le nom Power Glove. Difficile à utiliser, le Power Glove, vendu 100 $, est peu populaire auprès des consommateurs.
La popularisation du concept de réalité virtuelle est alors à cette époque essentiellement due à des œuvres cinématographiques comme Brainstorm (1983) et The Lawnmower Man et à la publication de livres comme Virtual Reality d'Howard Rheingold, livres qui permettent aux non-initiés de mieux comprendre l'intérêt et les enjeux des technologies liées à la réalité virtuelle.
En 1990, Jonathan Waldern, un doctorant recherchant sur la réalité virtuelle, montre "Virtuality" au Computer Graphics 90 qui est une exposition organisée au Alexandra Palace de Londres. Ce nouveau système est une machine d'arcade qui utilisait ou pas un casque de réalité virtuelle pour immerger les joueurs.
CyberEdge et PCVR, des magazines centrés sur l'industrie de la réalité virtuelle, ont commencé à publier dans les années 1990. Cependant, la plupart des idées sur VR sont restées théoriques en raison de la puissance de calcul limitée disponible à cette l'époque. Le coût extrêmement élevé de la technologie a rendu impossible l'adoption de cette technologie par un grand nombre de consommateurs. Le public s'est plutôt tourné vers l'adoption d'Internet lors des années 1990-2000. L'industrie VR est resté silencieuse aux États-Unis et a fourni essentiellement des dispositifs de réalité virtuelle pour la simulation médicale de vol, la conception de l'industrie automobile, et à des fins d'entraînement militaire.

#### 1990-2000
Dans les années 1990, la réalité virtuelle s'est installée dans le secteur du jeu vidéo sur une initiative de Sega, avec le Sega VR — un casque qui réagissait aux mouvement de la tête de l'utilisateur, destinée à la Mega Drive — puis avec Virtuality qui est devenu le premier système en réalité virtuelle proposant un divertissement multijoueur en réseau produit en masse. Il se matérialisait sous la forme d'une arcade VR avec un casques et des gants exosquelette — coûtant jusqu'à 73 000 $ par système multi-pod Virtuality.
En 1991, le Computer Gaming World prédit une « VR abordable d'ici à 1994 ».
En 1991, Antonio Medina — diplômé du MIT et scientifique de la NASA — a conçu un système de réalité virtuelle appelé « Computer-Simulated Teleoperation », destiné à « conduire » un Rover martien depuis la Terre, en temps réel apparent malgré le retard substantiel de signaux Mars-Terre-Mars. Ce système tel que publié par Rand, est une extension de la réalité virtuelle.
Durant la même année, Caroline Cruz-Neira, Daniel J. Sandin et Thomas A. DeFanti de la Electronic Visualization Laboratory créent la première salle cubique immersive, en remplaçant le casque par un environnement dans lequel les images sont projetées sur des murs par plusieurs milliers de projecteurs.
En 1994, Sega a publié le Sega VR-1 un simulateur d'arcade,, dans les salles de jeux SegaWorld. Il a été en mesure de suivre les mouvements de la tête et représentait des polygones en 3D stéréoscopique, alimenté par le système d'arcade : Sega Model 1.
En 1994, Apple conçoit QuickTime VR, une extension d'image pour leur logiciel QuickTime permettant la création d'image virtuelle panoramique.
En 1995, le Virtual Boy est créé par Nintendo et commercialisé au Japon le 21 juillet 1995 ainsi qu'en Amérique du Nord le 15 août de la même année.
En 1995 sort le Forte VFX1 — un casque de réalité virtuelle pour PC — appuyé à sa sortie par certains jeux comme Descent, Star Wars: Dark Forces, System Shock et Quake.
En 1995, l'artiste Maurice Benayoun crée la première œuvre de réalité virtuelle connectée sur deux continents à la fois : le Tunnel sous l'Atlantique, entre le centre Pompidou à Paris et le Musée d'art contemporain de Montréal. L'installation inclut une modélisation 3D dynamique en temps réel, un tchat vidéo avec un son spatialisé et une intelligence artificielle de gestion de contenu.
En 1995, un groupe à Seattle produit par les entrepreneurs Chet Dagit et Bob Jacobson fit une démonstration public de la CAVE-like — une salle de projection à 270° appelé le Virtual Environment Theater. Puis, en 1996, le même système a été montré dans expositions de salons professionnels parrainés par Netscape Communications, et défendu par Jim Barksdale, pour la première fois montrant VR connecté à Internet avec le World Wide Web intégré dans les modèles de monde virtuelle VRML 3D.
En 1999, l'entrepreneur Philip Rosedale fonde Linden Lab axée sur la mise au point de matériel permettant aux utilisateurs d'ordinateur d'être complètement immergés dans une expérience de réalité virtuelle à 360 degrés. Dans sa première forme, la société a lutté pour produire une version commerciale de "The Rig", qui a été réalisé sous forme d'un engin prototype en acier avec plusieurs moniteurs informatiques pour que les utilisateurs puissent le porter sur leurs épaules. Cette initiative s'est muée en logiciel pour la création des mondes virtuels de Second Life.

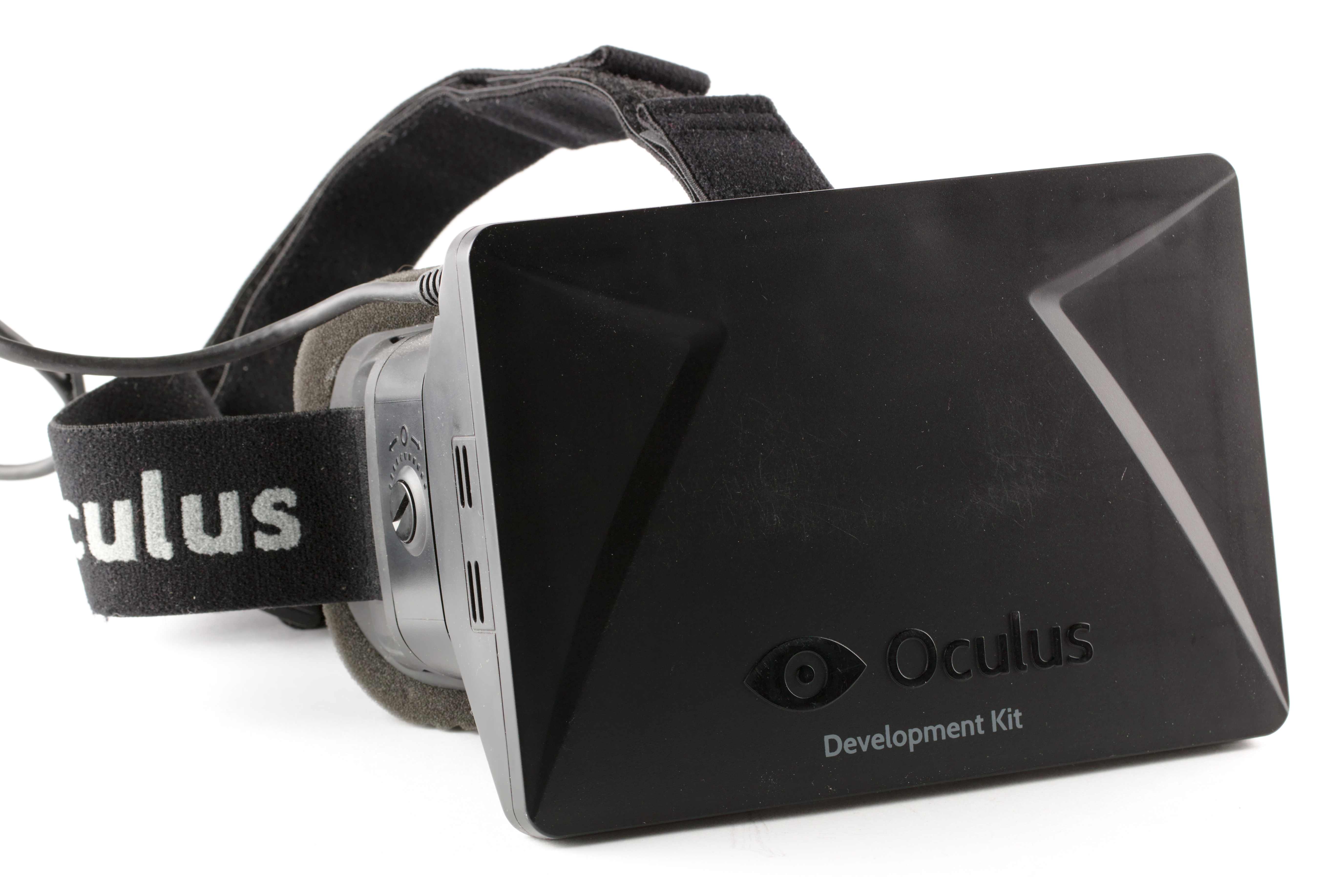
Une version développeur de l'Oculus Rift en 2013, créée par Oculus VR, une société acquise par Facebook en 2014 pour 2 milliards $.

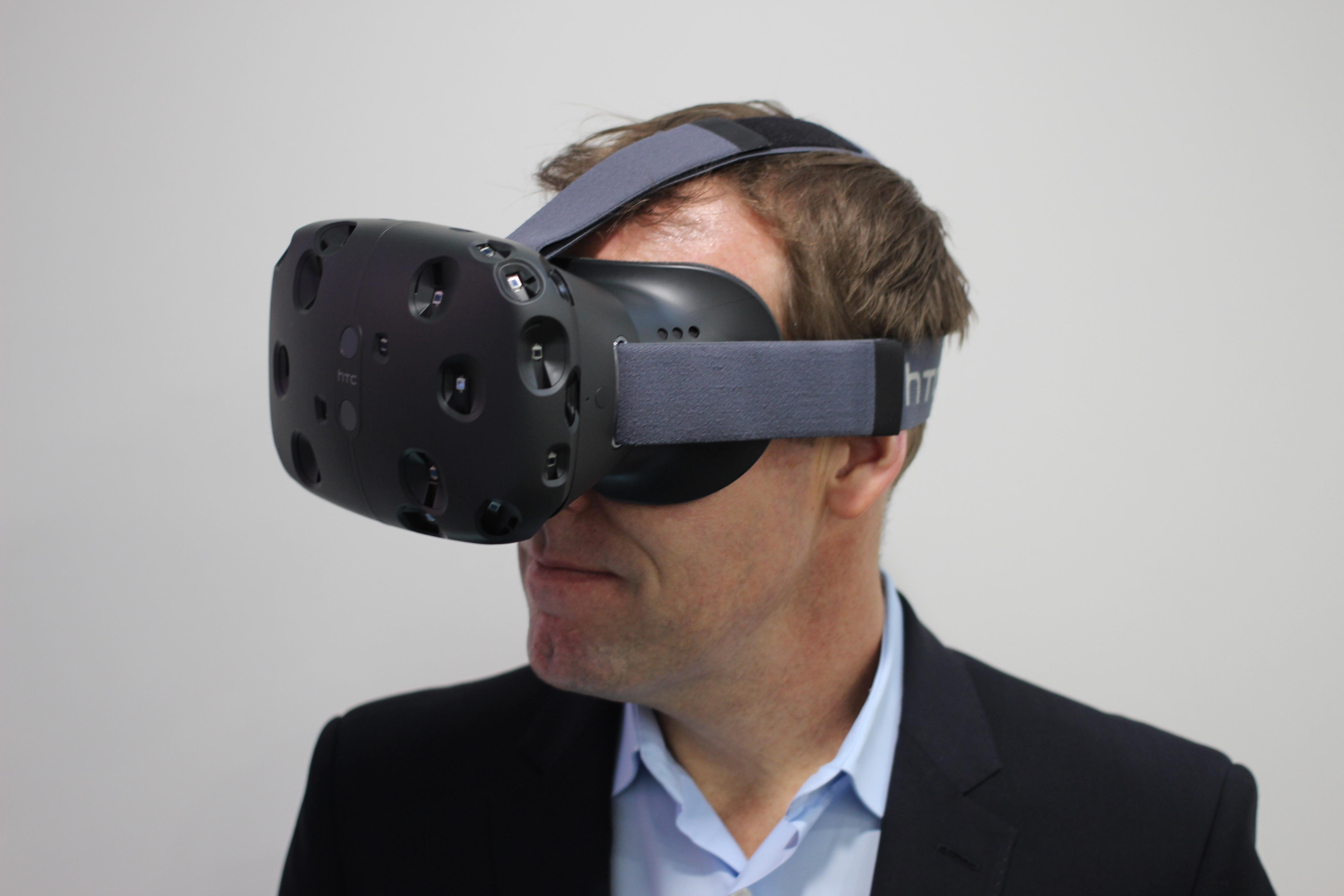
Autre casque de Réalité virtuelle appelé HTC Vive, développé en coproduction entre HTC et Valve Corporation.

#### 2000 à aujourd'hui
En 2000, le français Philippe Binant réalise à Paris la première projection publique de cinéma numérique qui ouvre la voie aux applications de la réalité virtuelle dans l'industrie du cinéma.
En 2007, Google lance Google Street View, une technologie disponible dans Google Maps et Google Earth, permettant le parcours virtuel de routes dans le monde, photographiées au préalable.
En 2013 l'entreprise Oculus VR distribue 7 500 kits de développement (DK1) financée par une campagne Kickstarter.
En 2014, lors de la conférence Steam Dev Days, Valve annonce divers projets sur lesquels l'entreprise travaille pour promouvoir le développement de jeux vidéo en réalité virtuelle sur sa plateforme Steam.
Le 25 mars 2014, Facebook rachète la société Oculus VR, une société travaillant sur un casque de réalité virtuelle baptisé Oculus Rift et dont le premier prototype fut créé en 2011, pour deux milliards de dollars. Durant le même mois, Sony annonce son projet de casque de réalité virtuelle pour sa console de salon, baptisé alors Project Morpheus et qui deviendra PlayStation VR.
En 2014, l'entreprise HOMIDO lance son premier casque de réalité virtuelle mobile, le Homido V1, par la suite l'entreprise a conçu une large gamme de casque de réalité virtuelle pour smartphones.
En septembre 2014, Samsung annonce à son tour son propre casque de réalité virtuel, initialement nommé ‘’Gear VR’’ et plus tard rebaptisé Samsung Gear VR.
En février 2015, Valve et HTC annoncent leur collaboration sur un projet de casque de réalité virtuelle à la Game Developers Conference : le HTC Vive.
En novembre 2015, le Samsung Gear VR est disponible à l’achat.
En 2016, plusieurs casques de réalité virtuels seront commercialisés. Parmi eux, l’Oculus Rift sortira en mars, le HTC Vive en avril et le PlayStation VR dès octobre.
En 2017 il est difficile de savoir quel constructeur a sorti le premier casque autonome sans smartphone  Pico Goblin, sort son casque en décembre . Bien que  HTC Vive Focus soit disponibles des novembre en chine. Mais des modèles comme le IDEALENS K1 sont sortis en fin 2016 . l'entreprise Oculus sort quant à elle l'Oculus go en mai 2018
En 2018, plus d'une dizaine de casques de réalité virtuelle sont disponibles pour le grand public, du low cost au haut de gamme.
En 2020, META QUEST 2, plus léger et plus puissant que la génération précédente donne une nouvelle impulsion au marché des casques de réalité virtuelle immersive. Sans fil et autonome il offre un catalogue d'applications qui en font un des succès commerciaux de la fin d'année 2021[réf. nécessaire].
En 2023, Apple annonce lors de sa conférence annuelle WWDC le lancement de son casque de réalité mixte Vision Pro. Ce casque mélange aussi bien la réalité virtuelle que la réalité augmentée.

## Principales interfaces visuelles
La réalité virtuelle est mise en place par différents moyens d'interfaces spécifiques. Les principales interfaces visuelles sont :
- Workbench : Dispositif de type « table à dessin » constitué de 1 ou 2 écrans permettant un travail de conception simple et à échelle 1 pour des prototypes virtuels de taille inférieure à 1 m3, ceci avec une immersion performante. Généralement avec un écran à la verticale, un autre à l'horizontale à environ 1 m du sol, et composée d'un système de tracking à deux caméras ou plus.
- Salle immersive sphérique ou cubique (CAVE, Icube, SASCube, constituées d'écrans de rétroprojection ou de projection directe stéréoscopiques et synchronisés). L'utilisateur est immergé dans une pièce où les murs, le sol et/ou le plafond sont des images projetées qui constituent un environnement géométriquement cohérent. Par un système de capture de position du visiteur, la perspective est recalculée en temps réel pour respecter son point de vue.
- Écran stéréoscopique, avec ou sans la tête traquée de l'observateur : l'utilisateur voit la scène virtuelle en vision stéréoscopique, les deux points des deux images stéréoscopiques doivent correspondre aux points de vue des yeux de l'observateur. Si la tête de l'observateur est traquée, les images sont recalculées en temps réel pour correspondre ou pas à son point de vue. L'utilisateur est équipé de lunettes stéréoscopiques, par exemple qui cachent alternativement la vision d'un œil puis de l'autre, l'ordinateur s'occupant d'afficher l'image correspondante de manière synchrone.
- Les casques de réalité virtuelle sont des systèmes portés par l'utilisateur et fournissent deux fonctionnalités principales[33], à savoir :
  - La localisation de la tête de l'utilisateur (en orientation uniquement pour les plus anciens modèles et en orientation et translation sur les modèles plus récents) ;
  - La stimulation du système visuel par un visiocasque (quelle que soit la technologie utilisée) ;

Les interfaces sensorielles : visuelles, sonores, tactiles, olfactives et à simulation de mouvement permettent à l'utilisateur de percevoir le monde virtuel et d'y être immergé. Pour interagir en 3D avec l'environnement virtuel l'utilisateur peut employer des interfaces motrices telles que les capteurs de localisation, les interfaces spécifiques de localisation corporelle et les interfaces manuelles motrices.
Les interfaces à retour d'effort sont des interfaces sensori-motrices, qui permettent d'interagir avec l'environnement virtuel et qui permettent de le percevoir simultanément, (volume 2 "L'interfaçage, l'immersion et l'interaction" du Traité de la réalité virtuelle).

## Mises en pratique et appropriations

### Communication
La réalité virtuelle (RV) peut être utilisée comme vidéoconférence, de la même façon que les outils actuels comme Skype, Adobe Connect, etc. À la différence que la réunion se fait au travers d’un avatar plus ou moins réaliste et ressemblant à la personne en fonction du type de conférence : on préférera un avatar identique à la personne pour des réunions de travail à un avatar plus imaginé pour retrouver des amis ou sa famille. Cette application permet ainsi de se retrouver « face à face » dans une pièce virtuelle. Cette technologie est développée, par exemple, par la Société des Arts Technologiques de Montréal (le nom du projet étant « Posture plateform ») et par le professeur Luc Courchesne.

### Pédagogie
Un dérivé de la vidéoconférence virtuelle est utilisé afin d’enseigner. L’avantage étant qu’il n’y a plus de nécessité de construire d’énormes auditoires ou salles de classe pour les élèves et étudiants. Il leur suffit de rester à leur domicile et de se connecter sur une plateforme fournie par l’enseignant. Ce dernier a la possibilité de donner son cours à distance de n’importe quel emplacement sur la planète dans une pièce modélisée à son goût. Toutes les expériences peuvent être mises en place par l’ordinateur qui simule alors les réactions chimiques, physiques, voire mathématiques, dont le professeur aurait besoin. Elle permettrait ainsi de créer pour des étudiants en chimie un environnement sûr pour simuler des laboratoires.Cela implique cependant un risque d’absence de contact humain, des développements cognitifs et comportementaux différents de ceux actuels chez les élèves, au même compte que l’écriture a changé la façon de penser des gens, l’ordinateur et la réalité virtuelle changent notre comportement face au réel et à la société. Cette méthode d’enseignement amène aussi une unification des connaissances, car tout le monde peut suivre des cours avec des professeurs renommés sans avoir à attendre une conférence près de chez soi ou à devoir prendre l’avion. De plus, le monde virtuel n’a comme limite de place que la capacité de l’ordinateur qui le supporte, donc, faire cours à plus de quelques milliers d’élèves serait chose possible.
Cette méthode est en 2017 peu répandue, dû notamment aux coûts des installations et de la nécessité de répandre la technologie en premier lieu. Cependant, l’UNIL a effectué des recherches et des tests sur cette technologie en collaboration de Marianne Schmid Mast (professeur en Hautes Études Commerciales).
La réalité virtuelle a été utilisée afin d’améliorer les aptitudes des enfants à traverser une rue, et ce avec succès. Cependant, certains enfants avec des troubles du spectre de l’autisme peuvent être incapables de distinguer la réalité virtuelle du monde réel. Cette formation risquerait ainsi chez ces enfants en des traversées routières risquées en environnement réel.

### Formation
Au sein d'un contexte professionnel, la réalité virtuelle offre la possibilité de réaliser des leçons pratiques dans un environnement sécurisé : ainsi, on teste ses savoirs et compétences dans le virtuel, sans crainte d'échecs. C'est un outil de formation novateur dont différents corps de métiers tirent parti.

#### Militaire
La réalité virtuelle a un rôle crucial dans la formation au combat pour le personnel militaire. Elle permet aux jeunes recrues de s’entraîner dans un environnement sécurisé et de contrôler leurs réactions à différentes situations de combats. Une réalité virtuelle immersive qui utilise un casque de réalité virtuelle, combinaisons de données, gant électronique, ainsi que des armes virtuelles sont utilisées pour la formation au combat. Cette configuration permet une réduction significative de la réinitialisation du scénario à l’état initial. L’environnement de formation totalement immersif permet aux soldats d’être formés à travers une grande variété de terrains, de situations et de scénarios.
Elle est également utilisée dans la simulation de vol pour les futurs pilotes. Le simulateur est fixé au-dessus d’un système de levage hydraulique qui réagit aux commandes de l’utilisateur. Lorsque le candidat pilote l’avion, le module se tourne et s’incline en conséquence de la rétroaction haptique à fournir. Le simulateur de vol peut varier d’un module entièrement fermé à une série de moniteurs d’ordinateur offrant le point de vue du pilote. Les raisons les plus importantes qui justifient l’utilisation de simulateurs pour l’apprentissage en vue du pilotage d'un avion ou hélicoptère réel sont la réduction du temps de transfert entre la formation au sol et en vol réel, la sécurité, l’économie et l’absence de pollution.
De même, les simulations de conduite virtuelles sont utilisées pour former les conducteurs de char sur les fondamentaux avant de leur permettre de faire fonctionner le véhicule réel. Enfin, il en va de même pour les simulateurs de conduites de véhicules prioritaires. Ainsi, les pompiers belges sont par exemple formés à l’aide de ces simulateurs pour conduire d’une manière qui minimise les dégâts autant que possible. Comme ces chauffeurs ont souvent moins d’expérience que les autres conducteurs de camions, la formation par la réalité virtuelle leur permet de compenser cette lacune. Dans un avenir rapproché, des projets similaires sont attendus pour tous les conducteurs de véhicules prioritaires, y compris ceux de la police.

#### Médical
Le personnel médical est en mesure de suivre des formations grâce à la réalité virtuelle afin de s’exposer à une plus grande variété de blessures.Une étude a été effectuée sur seize résidents en médecine dont huit ont effectué des cholécystectomies laparoscopiques en réalité virtuelle. Ces derniers ont observé une amélioration de 29 % en vitesse pour une opération d’ablation de la vésicule biliaire comparativement au groupe de contrôle. Grâce à l’augmentation de la disponibilité commerciale de programmes de formation certifiés pour améliorer les aptitudes de base dans un environnement virtuel, les élèves peuvent se familiariser avec les compétences nécessaires dans un environnement correctif et répétitif. La réalité virtuelle a également prouvée être utile pour aider les élèves à se familiariser avec les compétences non spécifiques à une procédure particulière.

#### Langue
Les technologies de réalité virtuelle offrent une opportunité inédite pour la formation linguistique. En effet, cette approche immersive permet d’expérimenter le langage dans des environnements simulés qui reflètent fidèlement des situations réelles, facilitant ainsi l’acquisition du vocabulaire, la compréhension auditive et la fluidité conversationnelle. L’apprenant se retrouve plongé dans des contextes variés – des échanges du quotidien aux simulations professionnelles – favorisant une immersion culturelle authentique. Par ailleurs, des initiatives innovantes telles que Immerse, VirtualTeach, Immersify et Mondly intègrent avec subtilité des modules interactifs et adaptatifs qui renforcent l’apprentissage par la pratique, alliant technologie de pointe et pédagogie différenciée. Cette synergie entre outils numériques et méthodes éducatives traditionnelles ouvre la voie à une formation linguistique plus dynamique et personnalisée, offrant ainsi aux apprenants des perspectives enrichissantes et adaptées à leurs besoins.

### Médecine

#### Rééducation
La réalité virtuelle est utilisée en rééducation depuis les années 2000. Malgré de nombreuses études menées, des preuves de bonne qualité de son efficacité comparativement à d'autres méthodes de rééducation sans matériel sophistiqué et coûteux sont absentes pour le traitement de la maladie de Parkinson. Une revue de 2018 sur l'efficacité de la thérapie miroir par réalité virtuelle et robotique pour tout type de pathologie conclue de manière similaire.

#### Chirurgie
La téléopération en réalité virtuelle permet d’agir sur un modèle virtuel grâce à un robot virtuel, contrairement à la téléopération classique qui agit à distance directement sur un robot réel. Les actions sont alors d’abord effectuées dans l’environnement virtuel avant d’être envoyées à l’opérateur exécutant l’opération, permettant de tester la manœuvre dans le monde virtuel avant qu’elle ne soit exécutée sur le patient et de pallier le délai temporel des feedbacks sensoriels d’une téléopération classique. Cependant, il est impossible de garantir une parfaite efficacité de cette méthode, la création d’un monde virtuel identique au réel étant impossible.
Le robot le plus connu se nomme Da Vinci et est utilisé à plus de 1750 exemplaires. Un autre cas d’utilisation d’un robot est l’Opération Lindbergh, où le professeur Jacques Marescaux et son équipe opère un patient installé à Strasbourg depuis New York.
Des organisations telles que MedicalRealities s’occupent d’améliorer la formation grâce à la réalité virtuelle. Il est donc possible d’assister à une opération en direct, notamment celle du chirurgien Sahfi Ahmed du Royal London Hospital.
En plus de servir aux chirurgiens, la réalité virtuelle peut profiter directement aux patients qui subissent une opération. Un des buts principaux de son utilisation est celle de calmer l’anxiété des patients avant ou pendant une opération, si celle-ci se fait sous anesthésie locale. L’utilisation de casques de réalité virtuelle a aussi été appliquée dans le but d’atténuer la douleur lors d’opérations sous anesthésie locale ou durant des actes médicaux comme des ponctions veineuses ou le traitement de brûlures. Il a aussi été rapporté qu’elle permet d’atténuer les épisodes de tachycardie durant les opérations sous anesthésie locale.
L'effet de la réalité virtuelle peut être expliqué par le fait que l’attention du patient est détournée. Ainsi la charge émotionnelle liée à l’opération ou l'acte médical est réduite. Les zones du traitement attentif et émotionnel de la douleur sont modulées lorsque des paysages agréables comme la plage, la montagne ou la forêt sont montrés aux patients par le biais du casque.

#### Psychothérapie
La réalité virtuelle peut être utilisée comme une forme de diagnostic ou d'intervention thérapeutique. Le traitement de phobie utilise la réalité virtuelle pour soigner les patients : les médecins mettent en place un espace interactif dans lequel la personne se retrouve confrontée à sa phobie.
Cette méthode, appelée psychothérapie cognitivo-comportementale, a l'avantage principal de permettre un traitement progressif de la phobie, par exemple, dans le cas de la phobie des araignées : on commence avec une araignée composée de petits cubes et on fait interagir le patient avec. Puis, peu à peu, on augmente la résolution de l'image jusqu'à ce que l'on ait une araignée presque réelle en face de soi.
Cette façon de traiter les phobies permet aussi d'éviter des coûts énormes tels que ceux qu'impliquerait un traitement contre la peur de voyager en avion, dû aux complications liées à la location d’un avion dans le cadre de traitements de phobies. En outre, l’environnement virtuel permet le contrôle de paramètres impossibles à gérer en réalité tels que les turbulences, qui risqueraient de provoquer une crise de panique des patients.
Cette méthode est actuellement utilisée dans divers hôpitaux du monde tel que l'hôpital Van Gogh de Charleroi, en Belgique, ou au laboratoire de cyberpsychologie de l'Université du Québec en Outaouais mais aussi en France avec l'hôpital de la Pitié-salpêtrière qui a été précurseur dans le domaine et le centre hospitalo-universitaire de la Conception à Marseille.

### Juridique
En Allemagne, l'expert en imagerie numérique de la police judiciaire de Munich (LKA), Ralf Breker, a développé un programme de réalité virtuelle dont les procureurs allemands se servent aujourd'hui pour enquêter sur les derniers criminels de guerre nazis.
Le programme, qui consiste en une modélisation 3D extrêmement détaillée du camp de concentration d'Auschwitz, permettrait de démentir les propos des suspects qui admettent avoir travaillé à Auschwitz, mais nient avoir été conscients du génocide qui s'y déroulait. En recréant la perspective de l'accusé au moyen d'un casque de réalité virtuelle, les tenants du projet espèrent recréer l'expérience du suspect et ainsi démontrer qu'il lui était, dans les faits, impossible de ne pas savoir.
Le programme, qui offre selon son créateur le modèle le plus exact d'Auschwitz jamais réalisé, a été utilisé en 2016 lors du procès de l'ancien garde SS Reinhold Hanning, condamné à cinq ans de prison au terme d'un procès pour complicité dans le meurtre de 170 000 personnes.

### Scientifique
Créer un monde virtuel permet de gérer totalement les divers paramètres physiques que l’on souhaite y appliquer et donc de visualiser si les lois que les scientifiques découvrent sont bien applicables à la réalité en comparant les expériences réelles et celles effectuées dans un logiciel. On peut alors utiliser ces logiciels afin de modéliser les comportements de la matière sans les frais d’expériences ainsi que l’emploi de matières souvent coûteuses qui vont habituellement avec.

### Architecture
L'un des premiers usages de la réalité virtuelle dans le domaine de l'architecture remonte à la fin des années 1980, quand l'Université de Caroline du Nord créé un modèle du Sitterson Hall, siège de son bâtiment d'informatique dans un environnement virtuel. Plusieurs compagnies telles qu'Iris VR ou Floored Inc. fournissent des logiciels et des services qui permettent aux agences de design architectural et à différents clients dans l'industrie immobilière de proposer des visites virtuelles de bâtiments. IrisVR propose également des programmes qui permettent à l'utilisateur de convertir des fichiers de design créés dans des logiciels de CAO en fichiers lisibles par l'Oculus Rift, le HTC Vive ou encore un smartphone, sans qu'une connaissance préalable en modélisation soit nécessaire. Floored Inc. propose quant à elle des modèles 3D de maisons visitables via l'Oculus Rift ou un navigateur Web, créées à l'aide de logiciels de CAO pour les modèles en construction, ou encore depuis le scan de bâtiments déjà construits.
La réalité virtuelle permet de faciliter le travail des architectes et de leurs clients. Pendant le processus de design, l'architecte peut utiliser la réalité virtuelle pour faire l'expérience de sa création avant qu'elle ne soit effectivement bâtie. De plus, observer un design en réalité virtuelle permet à l'architecte de s'assurer de la bonne proportion de son design. Avoir un modèle interactif en réalité virtuelle permet également de se passer de la construction de modèles miniatures pour montrer le bâtiment au client, et ce avant même sa construction. De même, lorsque le bâtiment est construit, un modèle en réalité virtuelle peut être créé afin de faire effectuer une visite à des clients potentiels, même si ceux-ci ne peuvent se déplacer sur les lieux, tant que le client possède un appareil de réalité virtuelle.

### Informatique

#### Conception assistée par ordinateur (CAO)
La CAO permet déjà la création et le test d’un objet du point de vue physique. Par contre, il n’est pas possible de tester l’ergonomie de cet objet avant la production ce qui peut engendrer des coûts importants pour un prototype. La réalité virtuelle dote la CAO d’une interaction personne-machine qui permet de tester justement l’objet.
On obtient des logiciels tels que SolidWorks ou CATIA développés par Dassault Systèmes qui sont grandement utilisés dans les écoles d’ingénierie et les entreprises.
Des casques portables aux stations VR qui vous transportent dans un autre monde, la réalité virtuelle est actuellement extrêmement populaire. Alors que le début de l'industrie de la réalité virtuelle a commencé il y a de nombreuses années, les conceptions étaient sans aucun doute essentielles et le matériel était coûteux et encombrant. De même, l'idée de l'innovation VR pour le club en ligne a été accueillie avec des sentiments mêlés de ferveur et de rétroaction.

#### Jeu vidéo
Les jeux vidéo ont beaucoup avancé grâce à la réalité virtuelle. On trouve sur le marché des casques de réalité virtuelle sophistiqués et coûteux adaptés à des consoles ou des PC, et des casques plus basiques, souvent pour smartphone tels que le Google Cardboard.
Parmi les consoles de jeux qui peuvent être équipées de casques de réalité virtuelle sophistiqués, on trouve par exemple le casque PlayStation VR (ou PS VR) sorti en France en 2016 par Sony pour la console PlayStation 4.
Il est même possible de jouer avec son smartphone et un casque adapté pour réalité virtuelle sur smartphone (par exemple le modèle de Samsung, Gear VR, ou le Homido 'Virtual Reality Headset') avec un accès à des contenus adaptés. Certains de ces casques peu coûteux sont souvent très basiques et sont même parfois faits en carton.

### Artistique

#### Art contemporain
De nombreux artistes contemporains travaillent avec la réalité virtuelle.
- Les artistes Grégory Chatonsky et Reynald Drouhin ont exposés lors de la Biennale de Montréal en 2000, une installation en réalité virtuelle nommée Revenances[63].
- L’exposition Björk Digital présente une série de cinq tableaux en réalité virtuelle autour de l'album Vulnicura. L'exposition a été présentée dans plusieurs villes du monde.
- L'artiste Jon Rafman a présenté, en 2016, à la Biennale de Berlin, View of Pariser Platz. L'œuvre est une expérience de trois minutes sur Oculus Rift qui recréé la vue d'un balcon sur la Pariser Platz, une vision panoramique qui glisse vers le rêve où des créatures hybrides prennent vie.
- Art Total Multimédia a fondé en septembre 2018 un musée d’art contemporain entièrement modélisé en 3D pour présenter des expositions en réalité virtuelle, visibles sur Internet et dans un casque de réalité virtuelle. Le Musée d’art contemporain VR 3D (MACVR3D) a officiellement débuté ses opérations en décembre 2018. Il est géolocalisé sur la Place Darche à Longwy (France)[64].
- Zone bleue, de Stéfane Perraud et Aram Kebabdjian, installation de réalité virtuelle présentée au lieu unique à Nantes, au 104 à Paris, et à la Plateforme 10 à Lausanne, présente le devenir, sur 10 000 ans, d'une forêt implantée au dessus d'un site de stockage de déchêts nucléaires[65].

#### Art numérique
Dans le domaine artistique, la réalité virtuelle par exemple est utilisée pour renforcer le sentiment d'immersion dans les univers littéraires ou cinématographiques d'auteurs.
- En 2015, Mathieu Barrette lance la première installation de réalité virtuelle au Québec : J'ai vu, une expérience en drone tournée en 360 mettant Yvon Barrette en vedette. En 2017, il récidive avec Théâtre d'automne, un film de fiction en réalité virtuelle mettant Fanny Mallette, Eudore Belzile et Steven Lee Potvin en vedette. Le court métrage tournée à Trois-Pistoles et au Bic au Bas-Saint-Laurent a été présenté dans plusieurs festivals à travers le monde[66],[67].
- Philip (2015)[68] ou encore S.E.N.S (2016)[69] reprennent les univers de Philip K. Dick et Marc-Antoine Mathieu pour projeter le visiteur dans leurs œuvres.
- En 2017[70] et en 2020[71], le réalisateur québécois Serge Bordeleau a, quant à lui, créé en réalité virtuelle deux séries de documentaires intitulées Abitibi360. Les œuvres permettent de découvrir, dans expérience immersive, le territoire, l'histoire et des personnages de l'Abitibi-Témiscamingue[72].

#### Patrimoine culturel (concerts, musées…)
La réalité virtuelle peut être appliquée à la visite de lieux difficiles d'accès ou aux accès restreints pour d'évidentes raisons de conservation :
- en spéléologie (exemple, la Grotte du crochet supérieur) ;
- en art, comme avec UMA (Universal Museum of Art), un musée en réalité virtuelle[73].

### Sciences sociales
La réalité virtuelle a le potentiel de changer les perceptions et interactions entre personnes, ce qui en fait un sujet d’étude important en sciences sociales. En particulier, le phénomène de « communauté virtuelle » est controversé. En effet, la définition de communauté traditionnelle, qui la décrit comme un collectif basé sur la proximité géographique et émotionnelle de ses membres, entre en direct contradiction avec le qualificatif de « virtuel », qui dénote au contraire l’idée d’abstraction. Ainsi, de cette contradiction émerge trois principales approches de ce concept, qui diffèrent essentiellement du lien qu’elles établissent entre la réalité et la virtualité.
La première voit la virtualité comme une émulation imparfaite et approximative de la réalité, allant parfois jusqu’à la considérer comme étant un danger potentiel. La seconde, radicalement opposée à la première, voit la virtualité comme un moyen de s’affranchir du corps et de l’espace permettant l’affirmation de communautés qui étaient auparavant potentiellement inexistantes. Ces deux approches sont cependant de plus en plus critiquées, notamment car elles tendent à considérer essentiellement les liens communautaires sur le Réseau, alors que celui-ci ne constitue qu’une partie des moyens de communications existants. La troisième approche considère la réalité et la virtualité comme un hybride, les considérants en relation et interaction perpétuelle productive.
Outre ces considérations sur la corrélation entre la réalité et le virtuel dans le domaine des « communautés virtuelles », d’autres recherches se concentrent plus spécifiquement sur les individus et leur comportement lorsqu’ils sont en contact avec un monde virtuel. Certains affirment qu’une exposition à la violence dans des medias de divertissement est souvent associée à un comportement violent agressif, immédiatement et à long terme. Ainsi, participer à un jeu en réalité virtuelle violent dans un environnement immersif renvoyant des feedbacks haptiques pourrait produire plus de pensées agressives qu’un jeu classique. Toutefois, la grande part des études conclut à une influence faible ou nulle de la violence présente dans les cyberjeux sur le comportement des joueurs dans la vie réelle.
La réalité virtuelle pourrait également changer notre pratique de la spiritualité, permettant l’expérimentation dans un monde virtuel de ce que certains sociologues appellent le ‘’supermarché du religieux’’.
D’autres recherches se concentrent plus spécifiquement dans le domaine de la « cognition virtuelle », qui se définit comme étant la particularisation de la cognition dans un environnement virtuel. En effet, les environnements virtuels créent des conditions cognitives inhabituelles qui poussent à l’adaptation de certaines capacités.Des études montrent ainsi que les personnes plongées dans un environnement virtuel tendent à suivre la majorité des conventions sociales du monde réel à travers leur avatar, telle que conserver une certaine distance avec les autres individus et déplacer leur avatar si quelqu’un viole leur espace privé. Cependant, elles témoignent également de nouvelles normes sociales qui se créent à l’intérieur de l’environnement virtuel mais que l’on ne retrouve point à l’extérieur. Ainsi, lorsque l’on demande à un groupe de personnes d’effectuer une tâche simple dans un monde virtuel puis dans le monde réel, la personne avec l’équipement technique le plus avancé aura tendance à prendre le leadership dans le monde virtuel mais pas dans le monde réel. La forme de l’avatar a également une influence directe sur le comportement des utilisateurs. Ainsi, ils ont plus tendance à révéler des informations et à être expressifs envers des avatars qui ont un faible taux de réalisme, alors que les avatars reprenant le physique ainsi que les expressions de la personne qui le contrôle sont perçus comme moins honnêtes.
L’une des limitations actuelles de l’étude d’environnements virtuels connectés est que l’on connait peu comment les comportements des utilisateurs en ligne affectent leurs comportements hors ligne, en grande partie dû au fait que ces études sont souvent des tâches de courtes durées, et même dans le contexte d’études plus longues, peu de corrélations ont été établies. Certaines études ont conclu cependant à l’innocuité des jeux vidéo sur le comportement, sauf dans le cas des sujets présentant des comportements sociaux et psychologiques agressifs préexistants qui peuvent être amplifiés par l’addiction aux jeux vidéo violents. Enfin, d'un point de vue cognitif, on sait aujourd’hui que la pratique de jeux vidéo peut développer de meilleures capacités visuelles, la coordination œil-main et les réflexes, ou encore avoir un effet anti-stress, anti-anxiété et anti-douleur.

### Autres
- Applications nucléaires : démantèlement d'installations en milieux contaminés (Commissariat à l'énergie atomique).
- art numérique création artistiques interactives et immersives (Jeffrey Shaw, Maurice Benayoun, Char Davies, Grégory Chatonsky).
- Jeu vidéo, machinima
- Narration virtuelle (Virtual Storytelling)
- Télé-immersion
- Météorologie
- Astrophysique
- Recherche fondamentale
- Domotique
- Essayage de produits à distance
- Conservation de patrimoine culturel
- Visites et présentations de musées
- Reconstitution d'objets et de sites détruits ou endommagés
- Création d'œuvres sonores
- Sculpture d'objets virtuels
- Scénographie[81]
- Escape game (Eclipse VR 4D, Virtual Room, Incarna)

## Implications

### Préoccupations
Il y a certaines considérations de santé et de sécurité de la réalité virtuelle. Un certain nombre de symptômes indésirables ont été causés par une utilisation prolongée de la réalité virtuelle. Par exemple, des dommages au système visuel (crise d’épilepsie, migraines, lumière infrarouge et lumière ultraviolette, etc.), auditif, des dommages dermatologiques (thermique, radiation, transmission d’agents infectieux entre utilisateurs, etc.) ainsi que des dommages physiques. Une altération de l'habileté manuelle ou de la capacité à orienter son corps, ainsi que la cybercinétose, sont aussi des potentiels effets néfastes sur la santé.
En outre, il y a des considérations sociales, conceptuelles et philosophiques avec la réalité virtuelle. L’expression « réalité virtuelle » n'est pas sans ambiguïté. Dans le livre The Metaphysics of Virtual Reality by Michael R. Heim (en), sept concepts différents de la réalité virtuelle sont identifiés : la simulation, l’interaction, l’artificialité, l’immersion, la téléprésence, l’immersion du corps entier, et la communication réseau. Il y a eu un intérêt grandissant pour l’impact social potentiel de ces nouvelles technologies, comme la réalité virtuelle. Dans le livre Infinite Reality : Avatars, Eternal Life, New Worlds, and the Dawn of the Virtual Revolution, Blascovich et Bailenson revisitent et analysent la littérature sur la psychologie et la sociologie derrière la vie dans la réalité virtuelle.

### Défis
La qualité d'immersion dans un environnement virtuel dépend des ressources mises en place. Le plus souvent, les appareils utilisent la vue pour plonger l'utilisateur directement dans l'application. Si l'on y ajoute des effets sonores, des vibrations et des odeurs, la simulation devient très réaliste. En effet, des tests ont mis à l'épreuve des utilisateurs avec un casque où ceux-ci devaient avancer le long d'une planche tout en évitant de tomber. Les personnes ayant participé à ces tests exprimaient visiblement leur malaise durant la simulation (peur du vide).

### Opportunités et limitations
La réalité virtuelle est une technologie encore jeune. Il y a par conséquent beaucoup de limites qu’il n’est pas encore possible de dépasser. Cependant, elle a l’avantage de se développer rapidement et dans tous les secteurs d’activités. Les applications potentielles dans le secteur de l’industrie sont le design de produits, l’entraînement, le prototypage rapide, la planification et le contrôle des processus de fabrication. D’autres applications alternatives sont proposées par des entreprises comme la visualisation de données et de flux. Grâce à toutes ces opportunités, il est possible d’améliorer considérablement la qualité de formation des ingénieurs ou encore la réduction des coûts pour certains prototypes. Sans parler du gain de temps que peuvent apporter ces approches.
Pourtant la réalité virtuelle n’est pas adoptée par tout le monde. Il y a effectivement des limitations ou même des désavantages à utiliser cette nouvelle technologie. Le manque de compétences du personnel et la compatibilité avec le matériel existant sont des exemples de problèmes survenant au sein des entreprises qui ont déjà décidé d’utiliser la réalité virtuelle. Construire un prototype de fusée est toujours plus simple à faire virtuellement et coûte beaucoup moins cher, cependant toutes les erreurs rencontrées durant le développement du prototype physique ne peuvent être décelées sur un modèle virtuel. Le désavantage de ces prototypes économiques est donc ce côté abstrait et ce manque d’expérience qui auraient pu être obtenus à travers la conception physique et concrète d’un modèle qui se rapproche plus du produit qui veut être conçu.
Il est toutefois intéressant de pouvoir simuler des environnements complexes et improbables avec des ordinateurs afin d’obtenir des résultats complets et sans danger pour les utilisateurs. Malheureusement, comme expliqués précédemment, ces résultats ont un prix et ne sont pas toujours fiables.
Ces études ont été faites en 1994 par un groupe indépendant nommé VIRART sur le potentiel, les coûts et les gains de la réalité virtuelle dans le domaine de la manufacture. Financé par EPSRC, VIRART a passé des interviews avec diverses entreprises afin d’établir un bilan sur le développement de la réalité virtuelle.

## Conférences
- Laval Virtual, le plus grand évènement[réf. nécessaire] consacré à la Réalité Virtuelle et Augmentée, a lieu tous les ans à Laval (France).
- Siggraph, rencontres Internationales de l'image numérique et de la Réalité Virtuelle.
- Journées de l'AFRV, elles ont pour vocation de réunir les différents acteurs des domaines de la réalité virtuelle, augmentée, mixte et de l'interaction 3D issus des milieux industriel et académique : chercheurs, développeurs, fournisseurs de solutions, utilisateurs, étudiants… ou néophytes intéressé par ces nouvelles technologies.
- Driving Simulation Conference, créée en 1995 et présidée depuis par Andras Kemeny, permet de réunir les communautés industrielles et scientifiques des domaines de la simulation de conduite et de la réalité virtuelle. Renault, ENSAM et IFSTTAR sponsorisent cet évènement depuis 2010. Cette conférence a évolué vers une édition incluant le domaine VR pour tenir compte de la convergence entre réalité virtuelle et simulation de conduite[86], Driving Simulation Conference Europe VR[87].

## Science-fiction
Dès la moitié du vingtième siècle, de nombreux auteurs de science-fiction articulent leurs récits, films et autres autour de cette notion, extrapolant parfois le sujet jusqu’à semer une grande confusion chez le lecteur (Philip K. Dick, p.ex.).

### Livres
- Simulacron 3, 1964 (Daniel F. Galouye)
- Le Dieu venu du Centaure, 1965 (Philip K. Dick)
- Ubik, 1969 (Philip K. Dick)
- Neuromancien, 1984, (William Gibson)
- La Cité des permutants, 1994 (Greg Egan)
- Net Force, 1998 (Tom Clancy)
- Player One, 2011 (Ernest Cline)
- In Cloud We Trust, 2015 (Frédéric Delmeulle)
- La Maison des reflets, 2017 (Camille Brissot)

### Light Novel
- Sword Art Online (Sōdo Āto Onrain), 2009 (Reki Kawahara)
- Log Horizon, 2010 (Mamare Touno)
- Accel World, 2009 (Reki Kawahara)
- Overlord, 2015

### Animes
- .hack, 2002 (Yoshiyuki Sadamoto)
- Sword Art Online, 2012 (A1-Pictures)
- Accel World, 2012
- Log Horizon, 2013

### Films
- Tron (Steven Lisberger, 1982)
- Brainstorm (Douglas Trumbull, 1983)
- Wargames (John Badham, 1983)
- The Lawnmower Man (Brett Leonard, 1992)
- Wild Palms (Hewitt, Kathryn Bigelow, Nordon, Joanou, 1993)
- The Ghost in the Machine (Talalay, 1993)
- Harcèlement (Barry Levinson, 1994)
- Strange Days (Kathryn Bigelow, 1995)
- Johnny Mnemonic (Longo, 1995) (adapté d'une nouvelle de William Gibson)
- Ghost in the shell (Oshii, 1995)
- Level Five (Marker, 1997)
- Nirvana (Gabriele Salvatores, 1997)
- Ouvre les yeux, (Alejandro Amenabar, 1998)
- Rewind, (Sergio Gobbi), 1998)
- Trilogie Matrix (Andy et Larry Wachowski, 1998)
- Passé Virtuel (The Thirteenth Floor) (Josef Rusnak, 1999)
- eXistenZ (Cronenberg, 1999)
- Vanilla Sky (Cameron Crowe), 2001)
- Avalon (Oshii, 2001)
- Inception (Nolan, 2010)
- Trilogie Noob (Fabien Fournier, 2014-en cours)
- Source Code (Jones, 2011)
- Stay Alive (William Brent, 2005)
- Ghost in the Shell (Rupert Sanders, 2017) (adapté de l'animé dOshii)
- Sword Art Online: Ordinal Scale (18 février 2017)
- Ready Player One (film) (Steven Spielberg, 30 mars 2018)

### Livres
Bibliographie Réalité virtuelle et réalité augmentée Site "Histoire de la télévision et de quelques autres médias"

#### Auteurs
- Philippe Fuchs[2],[10],[33],[34]
- Erik Davis[4]
- James Wagner[26]
- Ben Lawson[82]
- Andras Kemeny[86]

1. ↑  Vincent Paris, Zombies Sociologie des morts-vivants, XYZ, 2013, 166 p., p. 126.
2. 1 2  P. Fuchs. Les interfaces de la réalité virtuelle. Les Presses de l'École des Mines de Paris (1996).  (ISBN 2-9509954-0-3).
3. ↑  Antonin Artaud, Le théâtre et son double, Paris, Gallimard, 1938, 160 p.
4. 1 2  Erik Davis, Techgnosis: myth, magic and mysticism in the information age, 1998.
5. ↑  Version anglaise : Antonin Artaud, The Theatre and its Double Trans. Mary Caroline Richards. (New York: Grove Weidenfeld, 1958).
6. ↑  (en) Yaakov Garb, « Virtual reality », Whole Earth Review, no 57,‎ hiver 1987, p. 118ff.
7. ↑  (en) « VPL Research », sur vrs.org.uk (consulté le 9 juin 2015).
8. ↑  (en) Howard Rheingold, Virtual Reality, Cambridge, Massachusetts, MIT press, 1991 (ISBN 0-262-68121-8, lire en ligne).
9. ↑  (en) « Pygmalion's Spectacles », Project Gutenberg (consulté le 21 septembre 2014).
10. 1 2 3  Fuchs, Philippe. « Le traité de la réalité virtuelle, volume 4 », Presses des MINES, 2006, p. 26.
11. ↑  Jean Segura, « Micro-ordinateur : un gant pour remplacer la “souris” », La Lettre de Sciences et Techniques, no 69,‎ mars 1986, p. 9 (lire en ligne [PDF], consulté le 24 décembre 2020).
12. ↑  Jean Segura, « L'homme pénètre dans la troisième dimension », Usine Nouvelle,‎ mars 1990, p. 30 (lire en ligne [PDF]).
13. ↑  Jean Segura, « “Réalité virtuelle”, un plongeon dans l'image », La Recherche, no 229,‎ février 1991, p. 232-235 (lire en ligne [oui], consulté le 24 décembre 2020).
14. ↑  (en) Ken Horowitz, « Sega VR: Great Idea or Wishful Thinking? » [archive du 14 janvier 2010], Sega-16, 28 décembre 2004 (consulté le 21 août 2010).
15. ↑  (en) « Virtuality », YouTube (consulté le 21 septembre 2014).
16. ↑  (en) Engler, Craig E., « Affordable VR by 1994 », Computer Gaming World,‎ novembre 1992, p. 80 (lire en ligne, consulté le 4 juillet 2014).
17. ↑  (en) Gonzales, D. (editor), « Automation and Robotics for the Space Exploration Initiative: Results from Project Outreach », ., vol. 92, no 17897,‎ 1991, p. 35.
18. ↑  (en) « The CAVE™ Virtual Reality Theater »(Archive.org • Wikiwix • Archive.is • Google • Que faire ?) (consulté le 25 avril 2017).
19. ↑  (en) « Arcade Heroes Sega's Wonderful Simulation Games Over The Years – Arcade Heroes », Arcade Heroes (consulté le 20 octobre 2015).
20. ↑  (en) « System 16 – Sega Medium Scale Attractions Hardware (Sega) », system16.com (consulté le 20 octobre 2015).
21. ↑  (en) « NEXT Generation Issue #6 June 1995 », archive.org (consulté le 20 octobre 2015).
22. ↑  (en) « Nintendo Virtual Boy on theverge.com » (consulté le 25 avril 2017).
23. ↑  (en) « Forte VFX1 » (consulté le 25 avril 2017).
24. ↑  « En 1995, Maurice Benayoun inaugurait le Tunnel sous l'Atlantique », L'art contemporain,‎ 5 novembre 2015 (lire en ligne, consulté le 25 avril 2017).
25. ↑  (en) « Virtual Reality Applications Expand : Imaging: Technology is finding important places in medicine, engineering and many other realms – LA Times. ».
26. 1 2  Au, Wagner James. The Making of Second Life, pg. 19. New York: Collins.  (ISBN 978-0-06-135320-8).
27. ↑  Cf. N. Lacaze, Le Cours de Culture Générale en Prépa, Ellipse, 2017, p. 217.
28. ↑  (en) « Steam Dev Days »(Archive.org • Wikiwix • Archive.is • Google • Que faire ?) (consulté le 28 avril 2017).
29. ↑  « Réalité virtuelle: Facebook rachète Oculus et son casque pour 2 milliards de dollars », 20 minutes,‎ 2014 (lire en ligne, consulté le 27 avril 2017).
30. ↑  « Homido », sur Homido (consulté le 14 janvier 2022).
31. ↑  Bérenger Lieber, « Quel casque de réalité virtuelle (VR) choisir en 2018 ? Notre sélection - FrAndroid », FrAndroid,‎ 25 novembre 2017 (lire en ligne, consulté le 16 janvier 2018).
32. ↑  « Apple Vision Pro : Tout ce qu'il faut savoir », sur VisionVR.fr, 12 novembre 2023 (consulté le 19 décembre 2023).
33. 1 2  Philippe Fuchs, Les casques de réalité virtuelle et de jeux vidéo, Paris, Les Presses des MINES, 2016, 244 p. (ISBN 978-2-35671-396-4, lire en ligne).
34. 1 2  Philippe Fuchs, 2006 : Le Traité de la réalité virtuelle, Paris, Presse des Mines
35. ↑  « La réalité virtuelle, nouveau moyen de communication ? »(Archive.org • Wikiwix • Archive.is • Google • Que faire ?), sur atelier.net (consulté le 30 mai 2016).
36. ↑  (en) « Chemistry Lab VR » (consulté le 27 avril 2017).
37. ↑  « L’UNIL met la réalité virtuelle au service des sciences économiques », sur 24heures.ch (consulté le 30 mai 2016).
38. ↑  (en) N. Foreman, L. Korallo, « PAST AND FUTURE APPLICATIONS OF 3-D (VIRTUAL REALITY) TECHNOLOGY », Scientific and Technical Journal of Information Technologies, Mechanics and Optics, vol. 14, no 6,‎ 2014 (lire en ligne).
39. ↑  (en) « Virtual reality used to train Soldiers in new training simulator ».
40. ↑  (en) Antônio O. Dourado et Martin, C.A., « New concept of dynamic flight simulator, Part I », Aerospace Science and Technology, vol. 30, no 1,‎ 2013, p. 79–82 (DOI 10.1016/j.ast.2013.07.005).
41. ↑  (en) « How Virtual Reality Military Applications Work ».
42. ↑  (en) RDS, « Nieuws Pivo en VDAB bundelen rijopleiding vrachtwagens », Het Nieuwsblad (consulté le 22 mai 2014).
43. ↑  (en) « Virtual reality combat training ».
44. ↑  (en) « Virtual Reality Training Improves Operating Room Performance ».
45. ↑  (en) Siska Van Bruwaene, Marlies P. Schijven, Daniel Napolitano, Gunter De Win et Marc Miserez, « Porcine Cadaver Organ or Virtual-Reality Simulation Training for Laparoscopic Cholecystectomy: A Randomized, Controlled Trial », Journal of Surgical Education, vol. 72, no 3,‎ 1er mai 2015, p. 483–490 (DOI 10.1016/j.jsurg.2014.11.015, lire en ligne).
46. ↑  (en) Kim Dockx, Esther MJ Bekkers, Veerle Van den Bergh et Pieter Ginis, « Virtual reality for rehabilitation in Parkinson's disease », Cochrane Database of Systematic Reviews, no 12,‎ 2016 (ISSN 1465-1858, DOI 10.1002/14651858.CD010760.pub2, lire en ligne, consulté le 20 août 2018).
47. ↑  (en) Nelly Darbois, Albin Guillaud et Nicolas Pinsault, « Do Robotics and Virtual Reality Add Real Progress to Mirror Therapy Rehabilitation? A Scoping Review », Rehabilitation Research and Practice, vol. 2018,‎ 19 août 2018, p. 1–15 (ISSN 2090-2867 et 2090-2875, DOI 10.1155/2018/6412318, lire en ligne, consulté le 20 août 2018).
48. ↑  (en) « Virtual Reality-based Teleoperation with Robustness Against Modeling Errors » (consulté le 27 avril 2017).
49. ↑  « Chirurgie assistée par ordinateur », sur inserm.fr (consulté le 30 mai 2016).
50. ↑  « Un chirurgien opère en direct et en réalité virtuelle », sur tdg.ch (consulté le 30 mai 2016).
51. ↑  (en) Jeffrey I. Gold, Alexis J. Kant, Seok Hyeon Kim et Albert “Skip” Rizzo, « Virtual anesthesia: The use of virtual reality for pain distraction during acute medical interventions », Seminars in Anesthesia, Perioperative Medicine and Pain, vol. 24, no 4,‎ 1er décembre 2005, p. 203–210 (ISSN 0277-0326, DOI 10.1053/j.sane.2005.10.005, lire en ligne, consulté le 22 mai 2020).
52. ↑  (en) Camille Alaterre, Baptiste Duceau, Eileen Sung Tsai et Siham Zriouel, « Virtual Reality for PEripheral Regional Anesthesia (VR-PERLA Study) », Journal of Clinical Medicine, vol. 9, no 1,‎ janvier 2020, p. 215 (DOI 10.3390/jcm9010215, lire en ligne, consulté le 22 mai 2020).
53. ↑  (en) Annika Wiebe, Kyra Kannen, Benjamin Selaskowski et Aylin Mehren, « Virtual reality in the diagnostic and therapy for mental disorders: A systematic review », Clinical Psychology Review, vol. 98,‎ décembre 2022, p. 102213 (DOI 10.1016/j.cpr.2022.102213, lire en ligne, consulté le 9 mai 2023)
54. ↑  ANNICK Weil-Barais, 2001-2002 : La réalité virtuelle, Champ Psychosomatique no 22 .
55. ↑  « La réalité virtuelle pour soigner les phobies »(Archive.org • Wikiwix • Archive.is • Google • Que faire ?), sur fr.euronews.com (consulté le 30 mai 2016).
56. ↑  « Pour soigner ses phobies, on peut compter sur la réalité virtuelle », sur start.lesechos.fr, 7 septembre 2017.
57. ↑  Eric Malbos, « L’utilisation de la réalité virtuelle dans le traitement des troubles mentaux », La Presse médicale n°42, no 11,‎ novembre 2013, p. 1442-1452 (lire en ligne).
58. 1 2 3  « La réalité virtuelle reconstitue Auschwitz | Deborah Cole | Monde », La Presse,‎ 2 octobre 2016 (lire en ligne, consulté le 28 octobre 2016).
59. ↑  « Being in Nothingness Virtual Reality and the Pioneers of Cyberspace », sur w2.eff.org (consulté le 1er décembre 2016).
60. ↑  « IrisVR », sur irisvr.com (consulté le 1er décembre 2016).
61. ↑  « CG Garage Podcast #61 », sur labs.chaosgroup.com (consulté le 1er décembre 2016).
62. ↑  (en) iMoneySlots, « Top 5 Gambling Trends for Online Casino 2021 - Review », sur imoneyslots.com (consulté le 17 septembre 2021).
63. ↑  https://www.liberation.fr/guide/2001/01/12/menaces-fantomes_350731/
64. ↑  « MACVR3D [Site web] - », sur macvr3d.com (consulté le 21 avril 2020).
65. ↑  « Zone bleue », sur IFdigital (consulté le 12 décembre 2023).
66. ↑  Manon Dumais, « Théâtre d'automne : Le film dont vous êtes le héros », sur Le Devoir, 9 février 2018 (consulté le 22 mars 2025)
67. ↑  Agence QMI, « Une première au Québec », sur Journal de Montréal, 13 août 2015 (consulté le 22 mars 2025)
68. ↑  « I Philip, une immersion en réalité virtuelle [Okio Studio - Interview] », sur maisouvaleweb.fr (consulté le 27 octobre 2016).
69. ↑  « S.E.N.S : ou comment la réalité virtuelle sublime la bande-dessinée », sur maisouvaleweb.fr (consulté le 27 octobre 2016).
70. ↑  Radio-Canada, « Abitibi 360 au FNC : un documentaire qui franchit une nouvelle étape dans l'histoire du cinéma régional », sur Radio-Canada, 10 octobre 2017 (consulté le 13 août 2025)
71. ↑  « Abitibi 360 - saison 2 », sur Rendez-vous Québec Cinéma (consulté le 11 novembre 2020).
72. ↑  « Abitibi360 », sur beside.media (consulté le 11 novembre 2020).
73. ↑  (fr + en) UMA - Universal Museum of Art.
74. ↑  Serge Proulx et Guillaume Latzko-Toth, La virtualité comme catégorie pour penser le social : L’usage de la notion de communauté virtuelle, p. 99-122.
75. 1 2  (en) Mark Koltko--Rivera, « The Potential Societal Impact of Virtual Reality » (consulté le 27 avril 2017).
76. 1 2 3  Nachez, Michel, Les machines "intelligentes" et l'homme : collaboration? conflit? ou... fusion?... (ISBN 978-2-35525-322-5, OCLC 937902198).
77. ↑  Alain Grumbach, Cognition virtuelle.
78. ↑  (en) « Small Group Behaviour in a Virtual and Real Environment: A Comparative Study », sur cs.ucl.ac.uk (consulté le 27 avril 2017).
79. ↑  « The Effect of Behavioral Realismand Form Realism of Real-TimeAvatar Faces on VerbalDisclosure, Nonverbal Disclosure,Emotion Recognition, andCopresence in Dyadic Interaction Study » (consulté le 27 avril 2017).
80. ↑  (en) Ralph Schroeder, The Social Life of Avatars : Presence and Interaction in Shared Virtual Environments., 2012, 223 p. (ISBN 978-1-4471-0277-9, lire en ligne), p. 10-16.
81. ↑  Scénographie.
82. 1 2  (en) B. D. Lawson, Motion sickness symptomatology and origins : Handbook of Virtual Environments: Design, Implementation, and Applications, 2014, p. 531-599.
83. ↑  « Réalité virtuelle et augmentée : des risques pour la santé », sur prescrire.org (consulté le 12 décembre 2022).
84. ↑  https://www.youtube.com/watch?v=AnmGiEg4_GQ (consulté le 15 mai 2016).
85. ↑  (en) John R. Wilson, Virtual Reality For Industrial Applications : Opportunities and Limitations, Nottingham University Press, 1996.
86. 1 2  Andras Kemeny, « From Driving Simulation to Virtual Reality », Proceedings of the 2014 Virtual Reality International Conference, ACM, vRIC '14,‎ 1er janvier 2014, p. 32:1–32:5 (ISBN 9781450326261, DOI 10.1145/2617841.2620721, lire en ligne, consulté le 19 avril 2016).
87. ↑  « DSC 2016 VR – Driving Simulation Conference 2016 VR », sur dsc2016.org (consulté le 19 avril 2016).